# Cambrils (Lérida)
Cambrils es una localidad española del municipio de Odén, perteneciente a la provincia de Lérida, en la comunidad autónoma de Cataluña.

## Historia
Hacia mediados del siglo XIX, el lugar, por entonces con ayuntamiento propio, tenía contabilizada una población de 44 habitantes. La localidad aparece descrita en el quinto volumen del Diccionario geográfico-estadístico-histórico de España y sus posesiones de Ultramar de Pascual Madoz de la siguiente manera:

CAMBRILS: l. con ayunt. en la prov. de Lérida (16 leg.), part. jud. y dióc. de Solsona (3), aud. terr. y c. g. de Cataluña (Barcelona 22), adm. de rent. de Cervera (11): no se puede fijar la verdadera sit. topográfica de este l. por hallarse dispersa en todos los montes y valles del térm.: está bien ventilada, especialmente por los aires del N., y su clima, aunque bastante saludable, produce algunas catarrales. Tiene 11 casas, y la igl. parr. de primer ascenso y de patronato real, está casi en el centro del espresado térm.; y pegada á ella la casa donde reside el cura que la sirve. Hay varias capillas particulares dentro de las casas o contiguo á las mismas; las principales son la llamada de San Isidro, Sta. Bárbara, la virgen del Remedio y San Quintin, todas pertenecientes á las casas ó masias, junto las cuales se encuentran: confina el térm. N. Liñá ó Llinyá (1 leg.); E. Edén á igual dist.; S. Mompol (3/4), y O. Moracondal (1/4): nacen en él un r. y un arroyo, el primero se llama ribera Salada, y el segundo de San Quintin; uno y otro toman su nombre de una fuente denominada asi; porque la que lo da al espresado ribera salada, su agua está tan cargada de sal, que la empresa de este ramo mantiene 5 individuos para impedir su elaboracion; y el nombrado San Quintin de la Casa y fuente contigua conocida con este nombre: este baja del O. para reunirse á 1/4 de hora con aquel, y con sus aguas da impulso á un molino harinero antes de juntársele; ambos son de curso perenne y llevan poco mas ó menos igual caudal en su origen. Al SO. del térm. hay un sitio pantanoso de unas 150 varas de circunferencia que se llama el estanque, del cual sale una fuente perenne bastante abundante: otras varias hay naturales de escelentes aguas, entre ellas la mencionada que da principio al r. Salada. Los dos únicos cas. reunidos que se encuentran, son los llamados Llinás y Bascó, el primero á una altura del N., y el segundo en la falda de la misma. El terreno es cortado y escabroso, secano é inferior, escepto el de las hondonadas de los valles: todo él está rodeado de montes desp., particularmente el llamado de Cambrils, que es continuacion de la cord. del puerto del Compte, uno de los ramales que se destacan del Pirineo. Los caminos, todos de travesía, estan en muy pésimo estado: la correspondencia se recibe de la carteria de Oliana por los mismos interesados. prod.: centeno, avena, judias, patatas y algunas legumbres; cria ganado lanar y cabrio, y caza de bastantes perdices, palomos silvestres llamados en el pais Tudons, algunas liebres y abundantes conejos; pesca solamente de algunos barbos. ind.: un molino harinero, y junto á él una máquina para serrar madera, llamada la Molina. comercio: se importa vino y aceite, y se esporta algun ganado y tablas. pobl.: 8 vec., 44 alm. cap. imp.: 19,662 rs. contr.: el 14'28 por 100 de esta riqueza. presupuesto municipal: 260 rs. que se cobran por reparto vacinal, y con el cual se atiende á los presos pobres, Boletin y reparto provincial.
(Madoz, 1846, pp. 336-337)

En la actualidad pertenece al municipio de Odén. En 2022, la entidad singular de población tenía empadronados 54 habitantes y el núcleo de población 20 habitantes.